# Agostino di Duccio

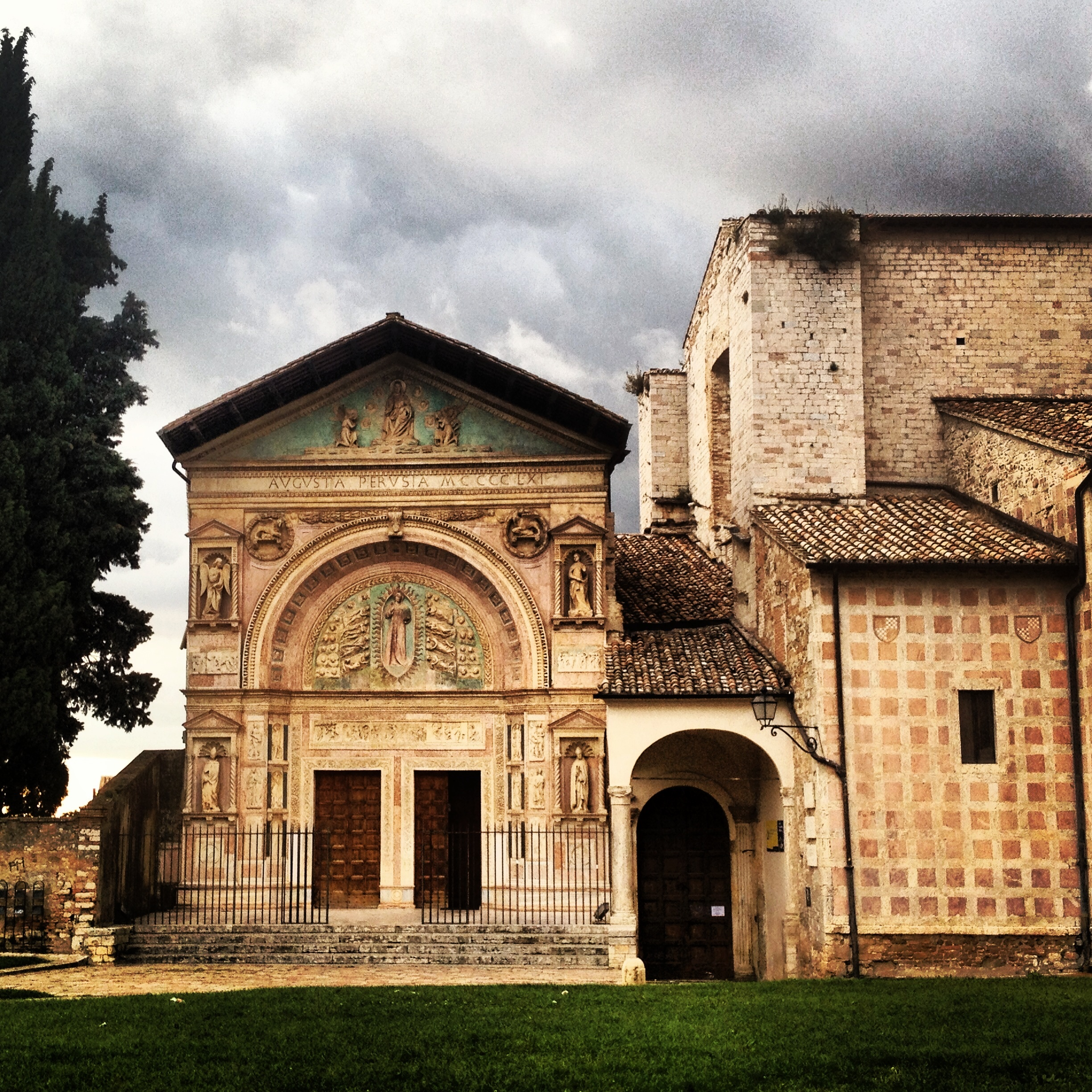
Fasada Oratorio di San Bernardino w Perugii

Agostino di Duccio (ur. 1418 we Florencji, zm. 1481 w Perugii) – włoski rzeźbiarz okresu wczesnego renesansu.

## Życiorys
Początkowo pracował z Donatello i Michelozzo w Prato. W 1441 roku został oskarżony o kradzież drogocennych przedmiotów z zakonu we Florencji i w efekcie wygnany z miasta. W 1446 roku podczas studiów nad gotycką rzeźbą w Wenecji poznał Mateo de Pasti, który zaproponował mu współpracę przy projektowaniu i renowacji wnętrza Tempio Malatestino w Rimini. Agostino di Duccio stworzył tam dekoracje reliefowe w kaplicy Wyzwolonych Zawodów, kaplicy Zabaw Infantylnych, kaplicy Piety oraz w kaplicy Planet, którą udekorował marmurowymi płaskorzeźbami przedstawiającymi siedmiu planetarnych bogów i związane z nimi znaki zodiaku.
W latach 1457–1462 wykonał marmurową fasadę Oratorio di San Bernardino w Perugii. W następnych latach, aż do 1470 rzeźbił głównie we Florencji. Stworzył wiele dzieł, m.in. na zamówienie Piotra Medyceusza płaskorzeźbę Madonna d'Auvillers, która obecnie znajduje się w Luwrze. W 1473 zaprojektował zewnętrzną fasadę jednej z bram miejskich Perugii - Porta di San Pietro. 
Jego prace są w Amelia i w National Gallery of Umbria w Perugii.